# Fausto Lourenço
Fausto Jorge Dias Lourenço (Miranda do Corvo, 19 gennaio 1987) è un ex calciatore portoghese, di ruolo attaccante.

## Carriera
Ha giocato nella massima serie dei campionati bulgaro, svizzero e kazako.